# Malomoschaiskoje
Malomoschaiskoje (russisch Маломожайское, deutsch Budwethen, 1938 bis 1945 Altenkirch, auch: Naujeningken, 1938 bis 1945 Neusiedel (Ostpr.), sowie: Wingschnienen, 1938 bis 1945 Ostmoor, litauisch Būdviečiai, auch: Naujininkiai, sowie: Vinkšnynai) ist ein Ort in der russischen Oblast Kaliningrad. Er gehört zur kommunalen Selbstverwaltungseinheit Stadtkreis Neman im Rajon Neman. Die Ortsstelle Wingschnienen/Ostmoor ist verlassen. Gemäß Karte gehört auch die Ortsstelle Kallwellen/Torffelde (ru. zunächst Gribojedowo) zu Malomoschaiskoje. Etwa drei Kilometer nordwestlich von Malomoschaiskoje befindet sich die Baustelle des Kernkraftwerks Neman.

## Geographische Lage
Malomoschaiskoje liegt 17 Kilometer südöstlich der Kreisstadt Neman (Ragnit) an der Kommunalstraße 27K-051, welche die Regionalstraße 27A-033 (ex A198) bei Schmeljowo (Warnen) mit Kalatschejewo (Augskallen/Güldenflur) an der Regionalstraße 27A-025 (ex R508) verbindet. Bis 1945 war der Ortsteil Naujeningken (Neusiedel) Bahnstation an der heute nicht mehr betriebenen Bahnstrecke Sowetsk–Nesterow.

## Geschichte

### Bis 1945

#### Budwethen/Altenkirch

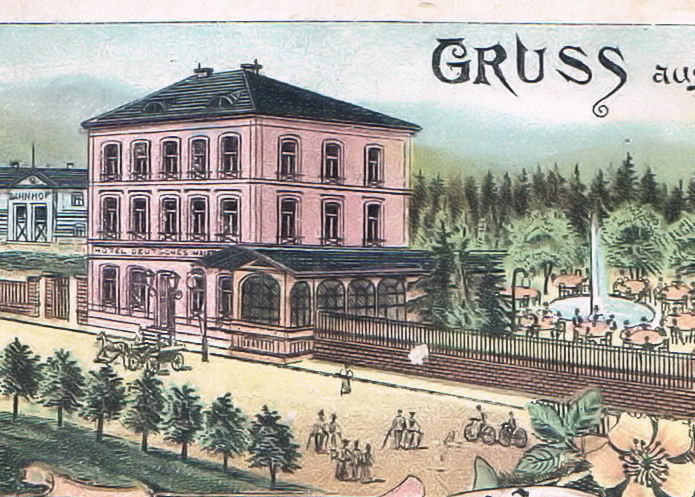
Das „Deutsche Haus“ in Budwethen um 1900

Das Budwethen genannte Dorf, wurde am 3. Juni – amtlich bestätigt am 16. Juli – des Jahres 1938 in „Altenkirch“ umbenannt. Ausschlaggebend dafür war die nationalsozialistische Eindeutschungspolitik. Zwischen 1874 und 1945 war Budwethen Amtssitz und namensgebend für einen Amtsbezirk der – am 18. April 1939 in „Amtsbezirk Altenkirch“ umbenannt – bis 1922 zum Kreis Ragnit, danach zum Landkreis Tilsit-Ragnit im Regierungsbezirk Gumbinnen der preußischen Provinz Ostpreußen gehörte.
Im Jahre 1910 waren in Budwethen 507 Einwohner gemeldet. Ihre Zahl stieg bis 1933 auf 685 und belief sich 1939 bereits auf 787. Um die Wende zum 20. Jahrhundert bot Budwethen das Bild eines erfreulichen Wohlstandes. Die Bevölkerung lebte in ein- und zweigeschossigen Häusern, es gab Geschäfte aller Art. Budwethen war Kirchdorf und hatte eine dreiklassige Schule, eine Apotheke und eine Ziegelei. Eine Windturbine, die Elektrizität erzeugte, war ein weithin sichtbares Wahrzeichen des Ortes. In Kriegsfolge kam das Dorf 1945 mit dem nördlichen Ostpreußen zur Sowjetunion.

##### Amtsbezirk Budwethen/Altenkirch (1874–1945)
Zum Amtsbezirk Budwethen (ab 1939 „Amtsbezirk Altenkirch“), der von 1874 bis 1945 bestand, gehörten anfangs elf Orte, am Ende waren es aufgrund von strukturellen Änderungen 15 Gemeinden:
| Name                         | Änderungsname von 1938 | Russischer Name nach 1945            | Bemerkungen                                                    |
| ---------------------------- | ---------------------- | ------------------------------------ | -------------------------------------------------------------- |
| Budwethen                    | Altenkirch             | Malomoschaiskoje                     |                                                                |
| Dundeln, Dorf                |                        | Kraineje                             |                                                                |
| Gaistauden                   |                        | Ignatowo                             |                                                                |
| Gindwillen                   |                        |                                      |                                                                |
| Jestwethen                   | Jesten                 |                                      |                                                                |
| Kallwellen                   | Torffelde              | Gribojedowo                          |                                                                |
| Kallweller Moor              |                        |                                      | 1928 nach Kallwellen eingegliedert                             |
| Naujeningken, Ksp. Budwethen | Neusiedel (Ostpr.)     | Moskwino, jetzt: Malomoschaiskoje    |                                                                |
| Prusgirren                   | Preußwalde (seit 1932) |                                      |                                                                |
| Szurellen, 1936: Schurellen  | Schurfelde             | Poworino                             |                                                                |
| Wingschnienen                | Ostmoor                | Slobodskoje, jetzt: Malomoschaiskoje |                                                                |
| ab 15. Oktober 1909:         |                        |                                      |                                                                |
| Alt Eggleningken             |                        |                                      | 1929 nach Neu Eggleningken eingegliedert                       |
| Augskallen                   | Güldenflur             | Kalatschejewo                        | 1929 nach Pabuduppen eingegliedert                             |
| Bejehnen                     | Behnen                 |                                      | 1929 nach Pabuduppen eingegliedert                             |
| Brandwethen                  | Branden                |                                      | 1930 nach Naujeningken eingegliedert                           |
| Dundeln, Gut                 |                        |                                      | 1928 nach Dundeln, Landgemeinde, eingegliedert                 |
| Groß Puskeppeln              | Keppen                 | Skljankino                           |                                                                |
| Köllmisch Kackschen          | Keppen                 |                                      | 1928 nach Groß Puskeppeln eingegliedert                        |
| Nestonwethen                 | Nesten                 | Kaluschskoje                         |                                                                |
| Neu Eggleningken             | Lindengarten           | Petropawlowskoje                     | 1929 in „Eggleningken“ umbenannt                               |
| Pabuduppen                   | Finkenhagen            | Kraineje                             |                                                                |
| Pötkallen                    | Pötken                 | Petropawlowskoje, Kalatschejewo      |                                                                |
| Skatticken                   | Katticken              | Dorochowo                            |                                                                |
| Torfmoor Kacksche-Balis      |                        |                                      | 1929 nach Königshuld I, Amtsbezirk Waszeningken, eingegliedert |

Am 1. Januar 1945 bildeten den inzwischen umbenannten Amtsbezirk Altenkirch die Gemeinden: Altenkirch, Dundeln, Finkenhagen, Gaistauden, Gindwillen, Jesten, Keppen, Lindengarten, Nesten, Neusiedel, Ostmoor, Pötken, Preußwalde, Schurfelde und Torffelde.

#### Naujeningken/Neusiedel (Ostpr.)
Das früher Naujeningken, ab 1938 Neusiedel (Ostpr.) genannte Dorf bestand vor 1945 aus mehreren großen Höfen. Zwischen 1874 und 1945 war es in den Amtsbezirk Budwethen (Altenkirch) eingegliedert und gehörte somit bis 1922 zum Kreis Ragnit, danach zum Landkreis Tilsit-Ragnit im Regierungsbezirk Gumbinnen der preußischen Provinz Ostpreußen.
In Naujeningken lebten im Jahre 1910 318 Menschen, 1933 – nach Eingemeindung des Nachbardorfes Brandwethen (1938 bis 1946: Branden) im Jahre 1930 – waren es 366 und 1939 (in Neusiedel) 371. Auch dieser Ort wurde 1945 in Kriegsfolge der Sowjetunion zugeordnet.

#### Wingschnienen/Ostmoor
Das einst Wingschnienen genannte Dorf war der kleinste der heute zu Malomoschaiskoje gehörenden drei Orte. Er bestand vor 1945 aus einem Hof und mehreren Gehöften. Zwischen 1874 und 1945 war das Dorf Teil des Amtsbezirks Budwethen (Altenkirch) im Kreis Ragnit, ab 1922 im Landkreis Tilsit-Ragnit im Regierungsbezirk Gumbinnen der preußischen Provinz Ostpreußen.
In Wingschnienen waren 1910 92 Einwohner registriert, deren Zahl bis 1933 auf 99 anstieg und sich – nach Umbenennung des Ortes in „Ostmoor“ am 3. Juni 1938 – im Jahre 1939 auf 97 belief. Seit 1945 ist das Dorf der Sowjetunion zugehörig.

### Seit 1945

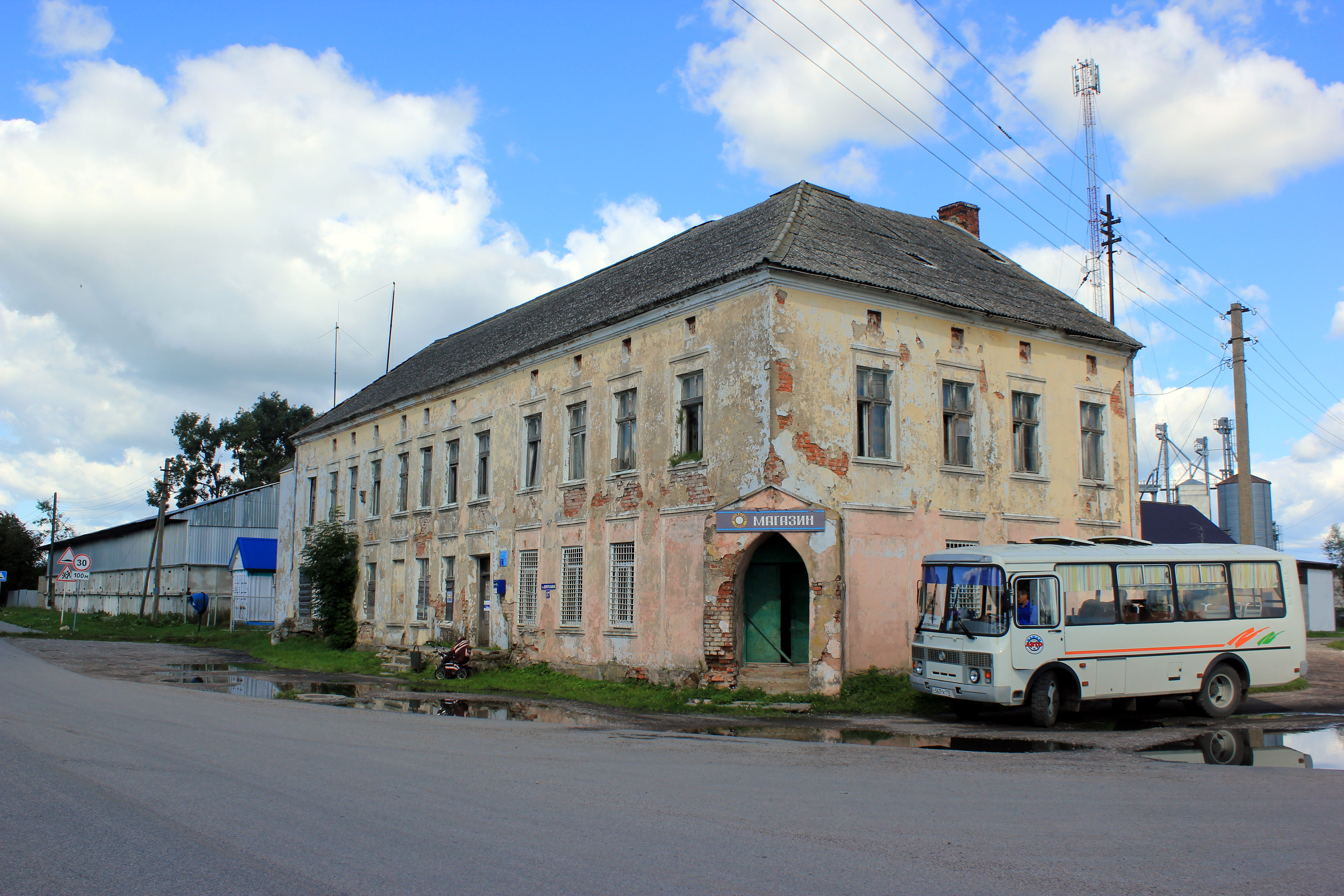
Gebäude im Ortszentrum

Wie viele ehemals deutschen Orte erhielten auch die drei zu Malomoschaiskoje zusammengefassten Dörfer eine russische Bezeichnung:
- Budwethen/Altenkirch: Malomoschaiskoje (1947)[10],
- Naujeningken/Neusiedel: Moskwino (1950)[11],
- Wingschnienen/Ostmoor: Slobodskoje (1950).[11]

Die drei Orte wurden dem neu gebildeten Dorfsowjet Malomoschaiski selski Sowet im Rajon Sowetsk zugeordnet, dessen Verwaltungssitz der Ort Malomoschaiskoje war. Vor 1976 wurden Moskwino und Slododskoje an Malomoschaiskoje angeschlossen. Von 2008 bis 2016 gehörte Malomoschaiskoje zur Landgemeinde Luninskoje selskoje posselenije und seither zum Stadtkreis Neman.

#### Malomoschaiski selski Sowet 1947–2008
Der Dorfsowjet Malomoschaiski selski Sowet (ru. Маломожаӣский сельский Совет) wurde im Juni 1947 eingerichtet. Möglicherweise war von 1959 bis 1968 auch der Südteil des Luninski selski Sowet an den Malomoschaiski selski Sowet angeschlossen. Nach dem Zerfall der Sowjetunion bestand die Verwaltungseinheit als Dorfbezirk Malomoschaiski selski okrug (ru. Маломожаӣский сельский округ). Im Jahr 2008 wurden die verbliebenen Orte des Dorfbezirks in die neugebildete Landgemeinde Luninskoje selskoje posselenije eingegliedert.
| Ortsname                         | Name bis 1947/50                                                                                      | Bemerkungen |
| -------------------------------- | --- | --- |
| Berjosowka (Берёзовка)           | | Neugründung etwa 2 km südlich des ehemaligen Bahnhofs Naujeningken/Neusiedel. |
| Detskoje (Детское)               | bei Gaistuden                                                                                         | Der Ort wurde 1950 umbenannt und vor 1975 an den Ort Malomoschaiskoje angeschlossen. |
| Dorochowo (Дорохово)             | Skatticken, 1938–1945: „Katticken“                                                                    | Der Ort wurde 1950 umbenannt und vor 1975 verlassen. |
| Gribojedowo (Грибоедово)         | Kallwellen, 1938–1945: „Torffelde“                                                                    | Der Ort wurde 1950 umbenannt und vermutlich vor 1988 an den Ort Malomoschaiskoje angeschlossen.                                                                                                   |
| Ignatowo (Игнатово)              | Gaistauden                                                                                            | Der Ort wurde 1950 umbenannt. |
| Jakowlewo (Яковлево)             | Baltruschatschen, 1938–1945: „Balzershöfen“                                                           | Der Ort wurde 1950 umbenannt und vor 1988 verlassen. |
| Kaluschskoje (Калужское)         | Nestonwethen, 1938–1945: „Nesten“                                                                     | Der Ort wurde 1950 umbenannt und vor 1975 verlassen. |
| Kaschino (Кашино)                | Kauschen                                                                                              | Der Ort wurde 1947 umbenannt und war zunächst in den Dorfsowjet Uljanowski eingeordnet. Er wurde offenbar vor 1968 an den Ort Meschduretschje im Dorfsowjet Maiski im Rajon Gussew angeschlossen. |
| Kaschtanowka I (Каштановка)      | Karalkehmen, 1938–1945: „Karlen“                                                                      | Der Ort wurde 1950 umbenannt. Später befand er sich offenbar in der Ortslage Lindenthal im Rajon Krasnosnamensk. Im Verwaltungsverzeichnis von 1975 wurde er nicht mehr aufgeführt.               |
| Kaschtanowka II (Каштановка)     | Eigarren, 1938–1945: „Kernhall“                                                                       | Der Ort wurde vor 1975 umbenannt. |
| Kusmino (Кузьмино)               | Kubillehnen, 1938–1945: „Kuben“                                                                       | Der Ort wurde 1950 umbenannt und vor 1975 verlassen. |
| Lebedewo (Лебедево)              | Dilben, seit 1929 zu Lindicken                                                                        | Der Ort wurde 1950 umbenannt und vor 1975 verlassen. |
| Lukino (Лукино)                  | Lindicken                                                                                             | Der Ort wurde 1947 umbenannt und vor 1975 an den Ort Kaschtanowka II angeschlossen. |
| Malomoschaiskoje (Маломожайское) | Budwethen, 1938–1945: „Altenkirch“                                                                    | Der Verwaltungssitz |
| Medowoje (Медовое)               | Abschruten, 1938–1945: „Schroten“                                                                     | Der Ort wurde 1950 umbenannt und vor 1975 an den Ort Sabrodino angeschlossen. |
| Melnitschnoje (Мельничное)       | Lesgewangminnen, 1938–1945: „Lesgewangen“                                                             | Der Ort wurde 1950 umbenannt und vor 1975 an den Ort Sabrodino angeschlossen. |
| Moskwino (Москвино)              | Naujeningken, 1938–1945: „Neusiedel (Ostpr.)“                                                         | Der Ort wurde 1950 umbenannt und vor 1975 an den Ort Malomoschaiskoje angeschlossen. |
| Ochotnitschje                    | (Groß) Ballupönen, 1938–1945: „Löffkeshof“, und Lepalothen [Ksp Budwethen], 1938–1945: „Lindenweiler“ | Der Ort wurde 1950 umbenannt und vor 1975 verlassen. |
| Poworino (Поворино)              | Szurellen/Schurellen, 1938–1945: „Schurfelde“                                                         | Der Ort wurde 1950 umbenannt und vermutlich vor 1988 an den Ort Malomoschaiskoje angeschlossen.                                                                                                   |
| Sabrodino (Забродино)            | Kimschen, 1938–1945: „Kleinlesgewangen“                                                               | Der Ort wurde 1950 umbenannt. |
| Skljankino (Склянкино)           | Groß Puskeppeln, 1938–1945: „Keppen“                                                                  | Der Ort wurde vor 1976 umbenannt und 1997 an den Ort Kaschtanowka angeschlossen. |
| Slobodskoje (Слободское)         | Wingschnienen, 1938–1945: „Ostmoor“                                                                   | Der Ort wurde 1950 umbenannt und vor 1975 an den Ort Malomoschaiskoje angeschlossen. |
| Solnetschnoje (Солнечное)        | Pautkandszen, seit 1916: Grüntal                                                                      | Der Ort wurde 1950 umbenannt und war zunächst in den Dorfsowjet Luninski eingeordnet. Er wurde vor 1975 verlassen.                                                                                |
| Torfjanoje (Торфяное)            | Waszeningken/Wascheningken, 1938–1945: „Waschingen“                                                   | Der Ort wurde 1947 umbenannt und war zunächst in den Dorfsowjet Tolstowski im Rajon Krasnosnamensk eingeordnet. Er wurde vor 1988 verlassen.                                                      |
| Winogradowo (Виноградово)        | Klein Ballupönen, 1938–1945: „Kleinlöffkeshof“                                                        | Der Ort wurde 1947 umbenannt und war zunächst in den Dorfsowjet Uljanowski eingeordnet. Er wurde vermutlich vor 1968 verlassen.                                                                   |

Die beiden im Jahr 1947 umbenannten Orte Gannowka (Gerskullen/Gerslinden) und Schdanki (Tilszenehlen/Quellgründen) wurden ebenfalls zunächst in den Malomoschaiski selski Sowet eingeordnet, kamen dann (vor 1975) aber zum Luninski selski Sowet bzw. zum Dorfsowjet Rakitinski selski Sowet.

## Kirche

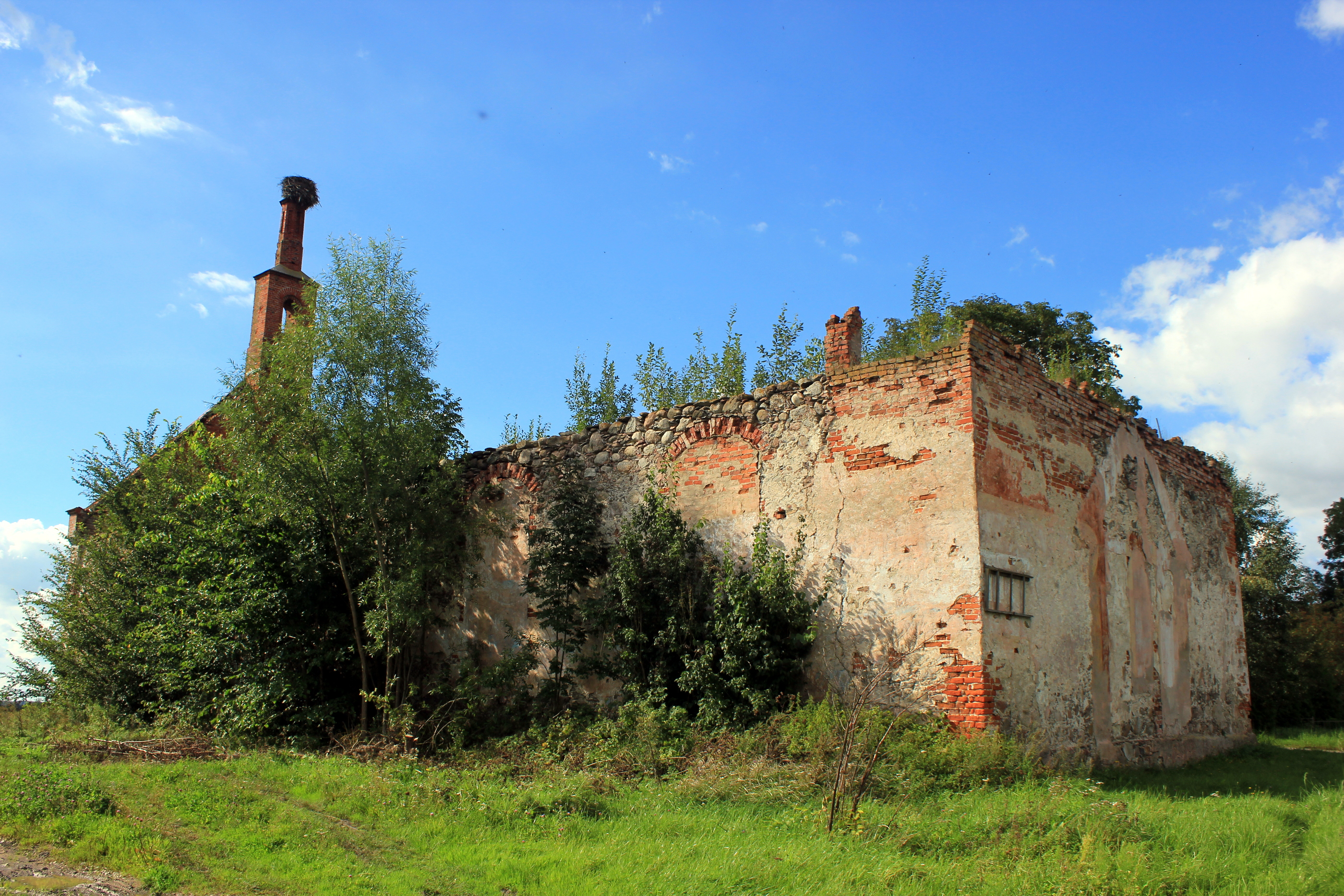
Kirchruine in Budwethen

### Kirchengebäude
Die Budwethener Kirche – ein Nachfolgebau eines Fachwerkkirchleins von 1686 – wurde in den Jahren 1780 bis 1782 erbaut. Sie war ohne Turm, die Glocken läuteten in einem abseits stehenden Glockenhaus. In der Ausstattung waren Reste der alten Kirche erhalten. Die Orgel von 1857 stammte aus der Werkstatt von Scherweit in Königsberg (Preußen) und wurde später von Nowak, ebenfalls aus der Pregelstadt, umgebaut. Die Kirche überstand den Zweiten Weltkrieg, wurde dann allerdings als Lagerhalle fremdgenutzt und diente als Kulturhaus und Kino mit entsprechenden Umbauten. Im Jahre 1996 brannte das einstige Gotteshaus bis auf die Grundmauern nieder. Nur noch Ruinenreste der Mauern zeugen von der einstigen Dorfkirche Budwethens.

### Kirchengemeinde
Das evangelische Kirchspiel Budwethen entstand in der Regierungszeit des Großen Kurfürsten und wurde im Jahre 1665 gegründet. Bis 1945 gehörte es zur Diözese Ragnit im Kirchenkreis Tilsit-Ragnit innerhalb der Kirchenprovinz Ostpreußen der Kirche der Altpreußischen Union. Im Jahre 1925 zählte die Pfarrei 4.000 Gemeindeglieder, die in 42 Kirchspielorten, darunter auch Naujeningken und Wingschnienen, wohnten. Heute liegt Malomoschaiskoje im Einzugsbereich der im einstigen Kirchspielort Sabrodino (Lesgewangminnen, 1938 bis 1946 Lesgewangen) neu entstandenen evangelisch-lutherischen Gemeinde. Sie gehört zur Propstei Kaliningrad (Königsberg) der Evangelisch-lutherischen Kirche Europäisches Russland.